# Hijra

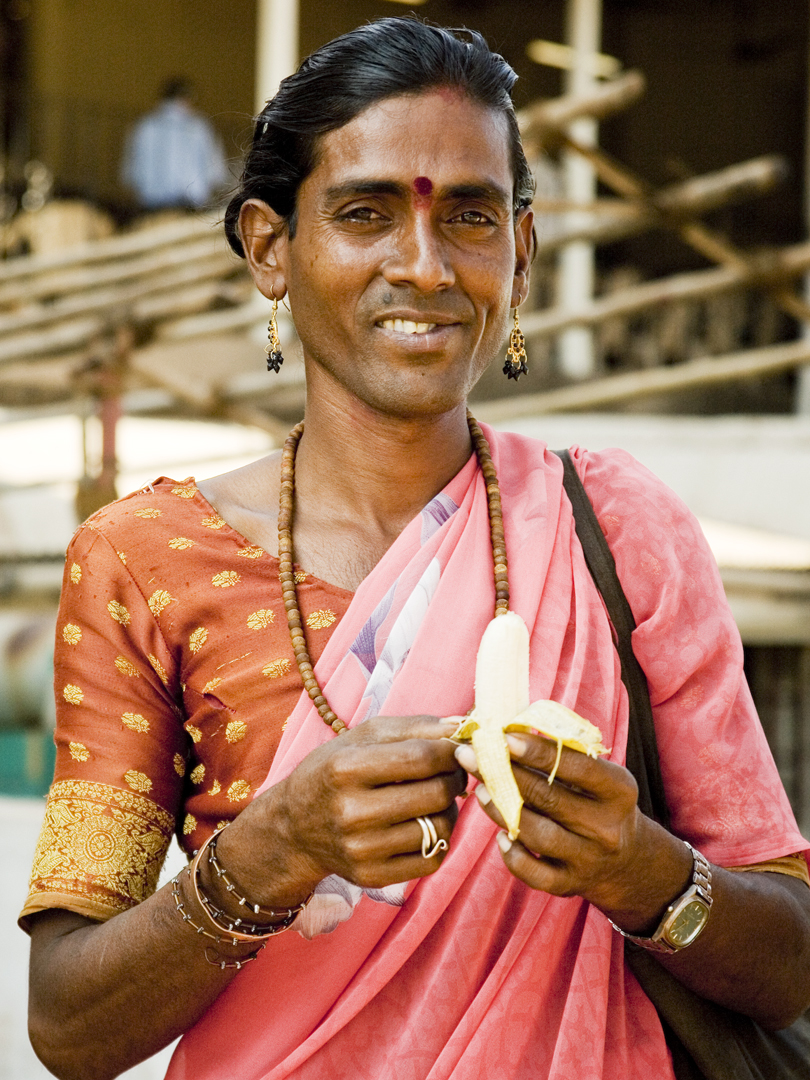
Una jisra en la ciudad de Goa.

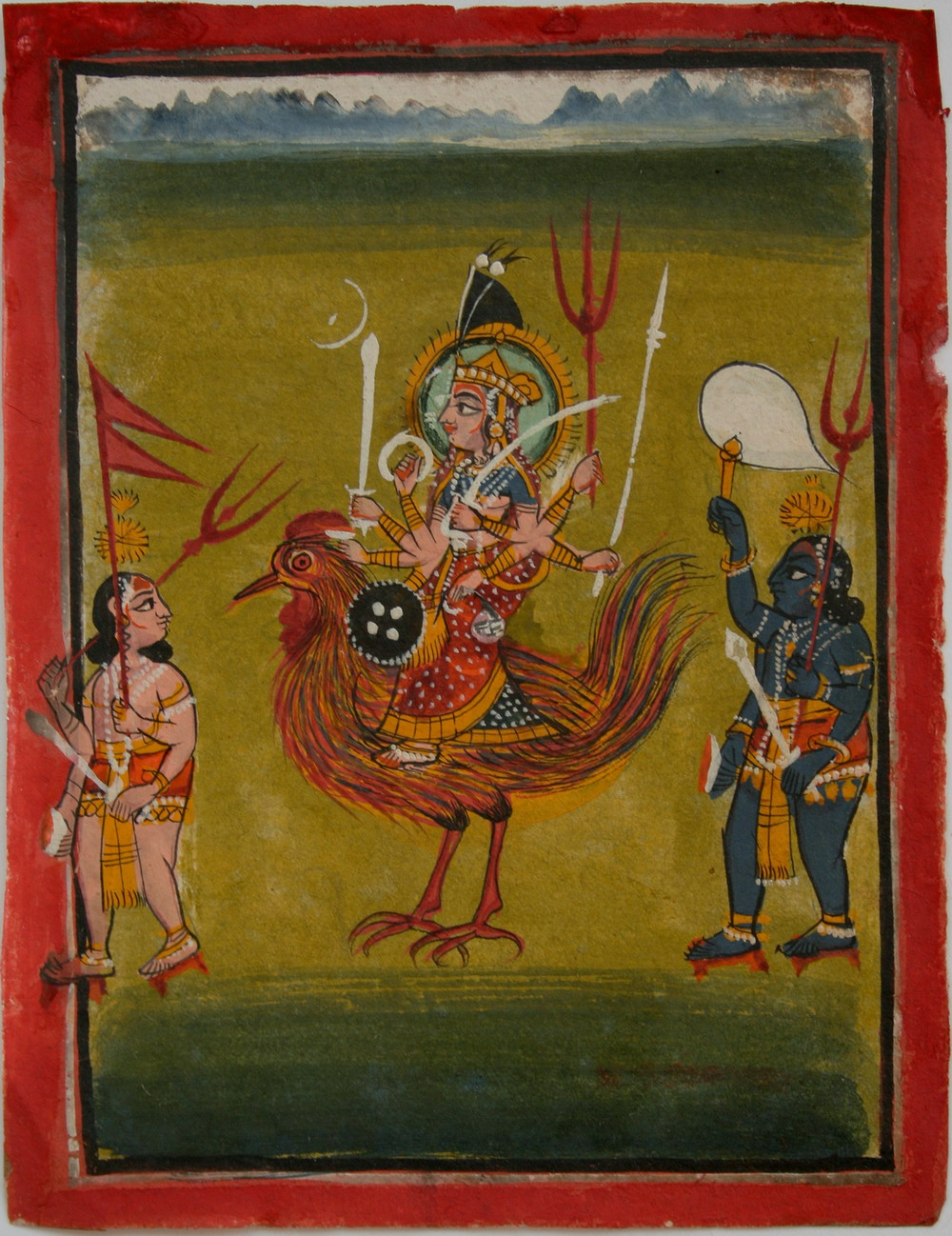
La diosa Bajuchara.

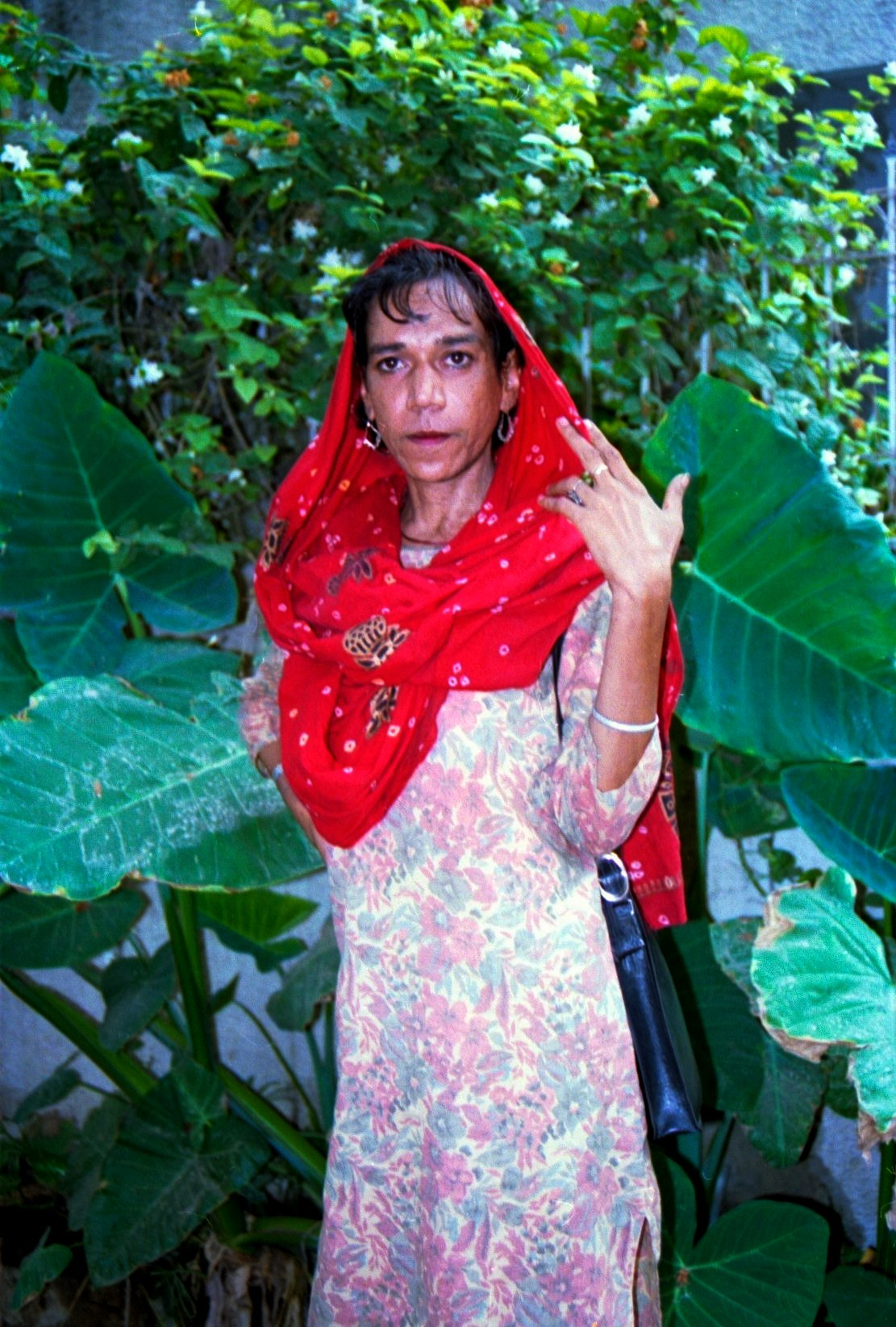
Una jisra en la ciudad de Nueva Delhi.

En la cultura del subcontinente indio, el término hijra (pronunciado /ˈɦɪdʒɽaː/) define a los miembros de un tercer género.
La mayoría de las jisras se refieren a sí mismas en femenino y suelen vestir con prendas tradicionales femeninas.
El censo oficial del gobierno de la India no las menciona, por lo que no hay datos acerca de su población; las estimaciones oscilan entre 50 000 y 5 000 000 de jisras tan solo en la India.
La historia de este grupo cuenta con una larga tradición, tanto en el Majabhárata (texto épico-religioso del siglo III a. C.) como en las cortes del imperio mogol del subcontinente.
En la India algunas personas las consideran como eunucos (varones sin desarrollo sexual), aunque lo cierto es que pocas de ellas se han sometido a algún tipo de modificación genital.

## Historia y definición
En la India, existe, desde hace mucho tiempo, un grupo religioso de varones que se visten y se comportan como mujeres: son los jisras. Adoran a la diosa Bajuchara Mata.
En la religión hinduista existe una definición clara de dos sexos, sin embargo varios de sus dioses presentan rasgos de uno y de otro sexo, lo que permite la aceptación de la existencia de un "tercer sexo".
El origen divino de los jisras proviene de una leyenda del siglo IX según la cual, el dios Krisna, al oír a Iraván ―el supersticioso hijo de su primo Aryuna― que se lamentaba porque se suicidaría virgen, se transformó en la diosa Mojini. Por esta razón los jisras van cada año a Kutayan, al sur de la India, para celebrar sus bodas con el dios. Para esta ocasión, se visten con galas de novia. Como el esposo guerrero muere, los jisras se convierten en viudas, y cortan sus pulseras y adornos festivos.
En cambio durante los siglos del Imperio mogol, los jisras ocupaban empleos de toda condición: desde niñeras hasta puestos de alto rango, como el de consejero de Estado del emperador mogol.
En esa época los jisras llegaban a poseer tierras, palacios, templos y sirvientes a su disposición e inspiraban fe y respeto.
Tras la ocupación británica de la India se recuperaron las leyes homófobas que castigaban la homosexualidad. La población jishra volvió a ser marginada, obligada a vivir de la mendicidad y la prostitución.
A fines del siglo XX se ha relajado la persecución de este colectivo, llegando un jisra a ser electo alcalde de un pueblo de la India.
Sin embargo la discriminación sigue siendo la constante.

## Ritos y costumbres
Algunas jisras se castran voluntariamente; antes lo hacían con cuchillo y sin anestesia lo cual provocaba la muerte de un importante porcentaje. A pesar de que la legislación india prohíbe la castración desde 1860 ―durante la invasión británica―, en algunas clínicas todavía es común que se practique.[cita requerida]
Después de ser castrada, aquella jisra que opta por la mutilación genital, cumple con un último rito: volcar leche en un arroyo, como símbolo de la pérdida de su fertilidad. Los supersticiosos hinduistas creen que las jisras, al renunciar a tener hijos propios, tienen facultades para bendecir o maldecir y es por ello que al nacer un niño, las jisras acuden a festejar el nacimiento con cantos, bendiciones y augurios de larga vida y prosperidad, así como para librarlo del mal de ojo. A cambio reciben arroz, azúcar y dinero. Si las jisras consideran que reciben poca cantidad de limosna, pueden maldecir al niño con ser un varón impotente.
La mayoría de las jisras renuncian a llevar una vida sexual activa. Aquellas que se dedican al ejercicio de la prostitución, no consideran esta actividad como una actividad sexual, sino como trabajo.
Algunos jóvenes varones deciden convertirse en jisras por considerar que faltan a los principios religiosos al tener relaciones homosexuales en un rol pasivo. Otras sencillamente deciden ser trans y no y optan por convertirse en jisras.